# Over de vertroosting der wijsbegeerte
Over de vertroosting der wijsbegeerte (Latijn: De consolatione philosophiae) is een in hoofdzaak neoplatonistisch werk van Anicius Manlius Severinus Boëthius waarin het streven naar wijsheid en de liefde voor God beschreven worden als de twee voornaamste bronnen voor menselijk geluk. Boëthius schreef dit werk rond 524, toen hij in afwachting van zijn berechting en uiteindelijke executie een jaar in de gevangenis zat. 'Over de vertroosting' is wel beschreven als het belangrijkste en invloedrijkste werk in het westen over het vroege middeleeuwse christendom. Het is in het Westen ook het laatste werk dat met recht klassiek genoemd kan worden.

## Over de vertroosting der wijsbegeerte
Over de vertroosting der wijsbegeerte werd geschreven tijdens het jaar dat Boëthius in gevangenschap doorbracht in afwachting van zijn proces, en zijn uiteindelijk gruwelijke executie. Boëthius werd door de Ostrogotische koning Theodorik de Grote beschuldigd van verraad. Boëthius stond aan de top van machtspiramide in het Rome en werd ten val gebracht door verraad. Deze ervaring klinkt door in het boek, dat reflecteert over het vraagstuk hoe het kwaad kan bestaan in een wereld, die wordt geregeerd door God, en hoe geluk binnen bereik kan liggen tussen de wispelturigheden van het fortuin, terwijl hij ook de aard van het geluk en van God zelf overdenkt. Over de vertroosting is beschreven als "veruit het meest interessant voorbeeld van gevangenisliteratuur dat de wereld ooit heeft gezien."
Boethius schrijft het boek als een gesprek tussen hemzelf en Vrouwe Filosofie. Zij troost Boëthius door de voorbijgaande aard van roem en rijkdom met hem te bespreken, geen mens kan ooit echt veilig zijn totdat hij is verlaten door het lot, en de uiteindelijke superioriteit van de dingen van de geest, die zij het "enige ware ding" noemt. Zij beweert  dat geluk van binnenuit komt, en dat deugdzaamheid alles is wat men heeft, dit omdat de deugd niet in gevaar wordt gebracht door de wisselvalligheden van het lot.
Boethius houdt zich bezig met vragen zoals de aard van de predestinatie en de vrije wil, waarom het slechte mensen vaak goedgaat en goede mensen worden geruïneerd, de menselijke natuur, deugd, en rechtvaardigheid. Hij spreekt over de aard van de vrije wil versus het determinisme, wanneer hij zich afvraagt of God alles weet en ziet, of heeft de mens een vrije wil. Om V.E. Watts over Boëthius te citeren, God is zoals een toeschouwer bij een wagenmenrace; Hij kijkt naar de handelingen die de wagenmenners uitvoeren, maar hij is niet de oorzaak van die handelingen.. Over de menselijke natuur zegt Boëthius dat de mens in wezen goed is en alleen, wanneer hij toegeeft aan de "slechtheid" hij "tot het niveau van een dier" terugzinkt. Over rechtvaardigheid zegt hij dat dat criminelen niet moeten worden onteerd, maar in plaats daarvan met sympathie en respect behandeld moeten worden, waarbij hij de analogie van arts en patiënt gebruikte om de ideale relatie tussen aanklager en crimineel te illustreren.
Boethius trachtte religieuze vragen te beantwoorden zonder aan het christendom te refereren. Hij vertrouwde uitsluitend op de natuurfilosofie en de klassieke Griekse traditie. Hij geloofde in harmonie tussen het geloof en de rede. De waarheden gevonden in het christendom zouden niet verschillen van de waarheden, die in de filosofie worden gevonden. In de woorden van Henry Chadwick: "Als Over de vertroosting niets opvallends christelijks bevat, is het ook relevant dat het niets specifiek heidens bevat ... [het] is een werk geschreven door een Platonist, die ook een christen is, maar het is geen christelijk werk."

## Invloed
Een smaak voor de Vertroosting verkrijgen is bijna ondergedompeld te worden in de Middeleeuwen.

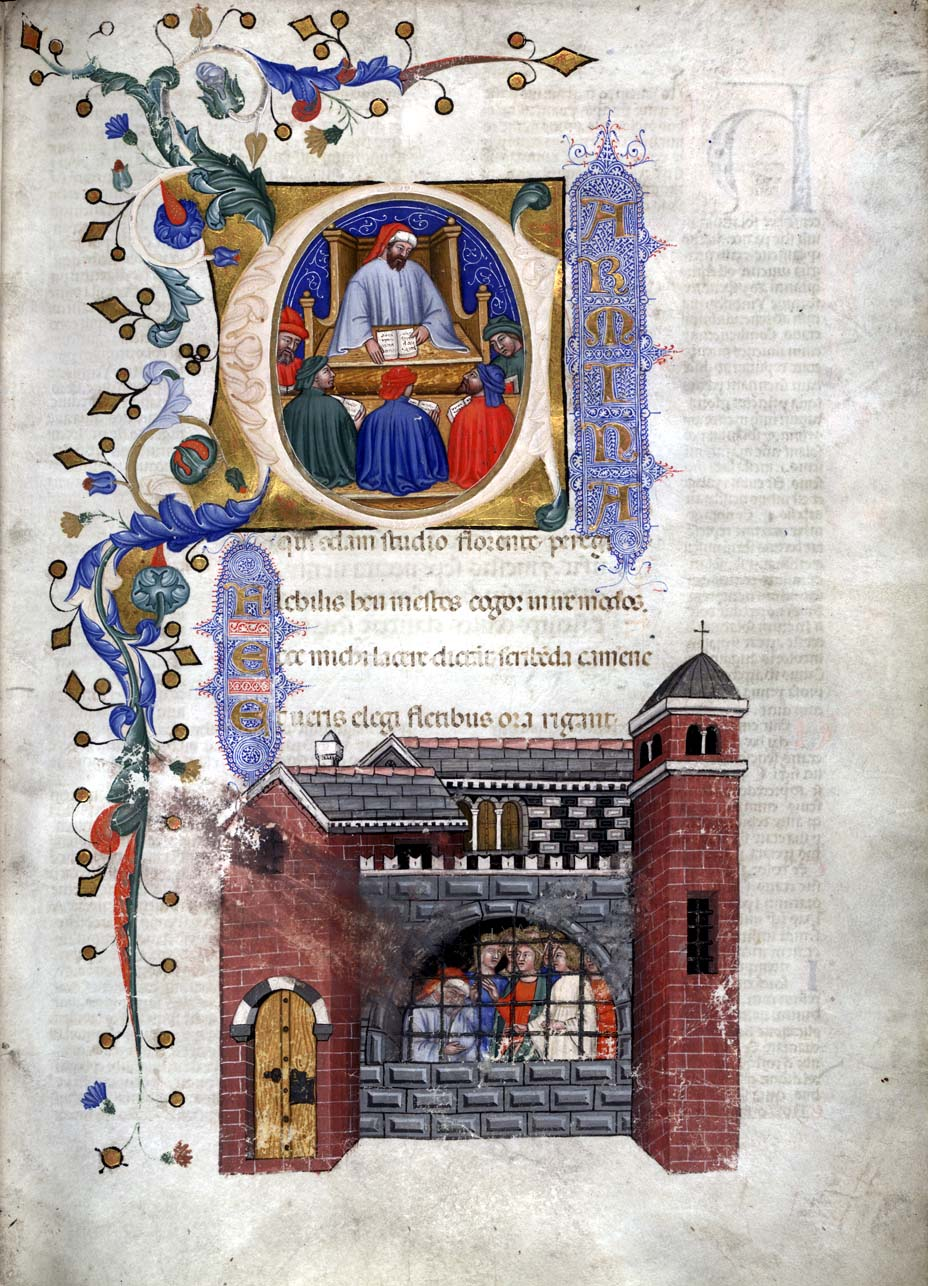
Uit een Italiaans manuscript uit 1385 van de Vertroosting: Miniaturen van Boëthius het onderwijs en in de gevangenis

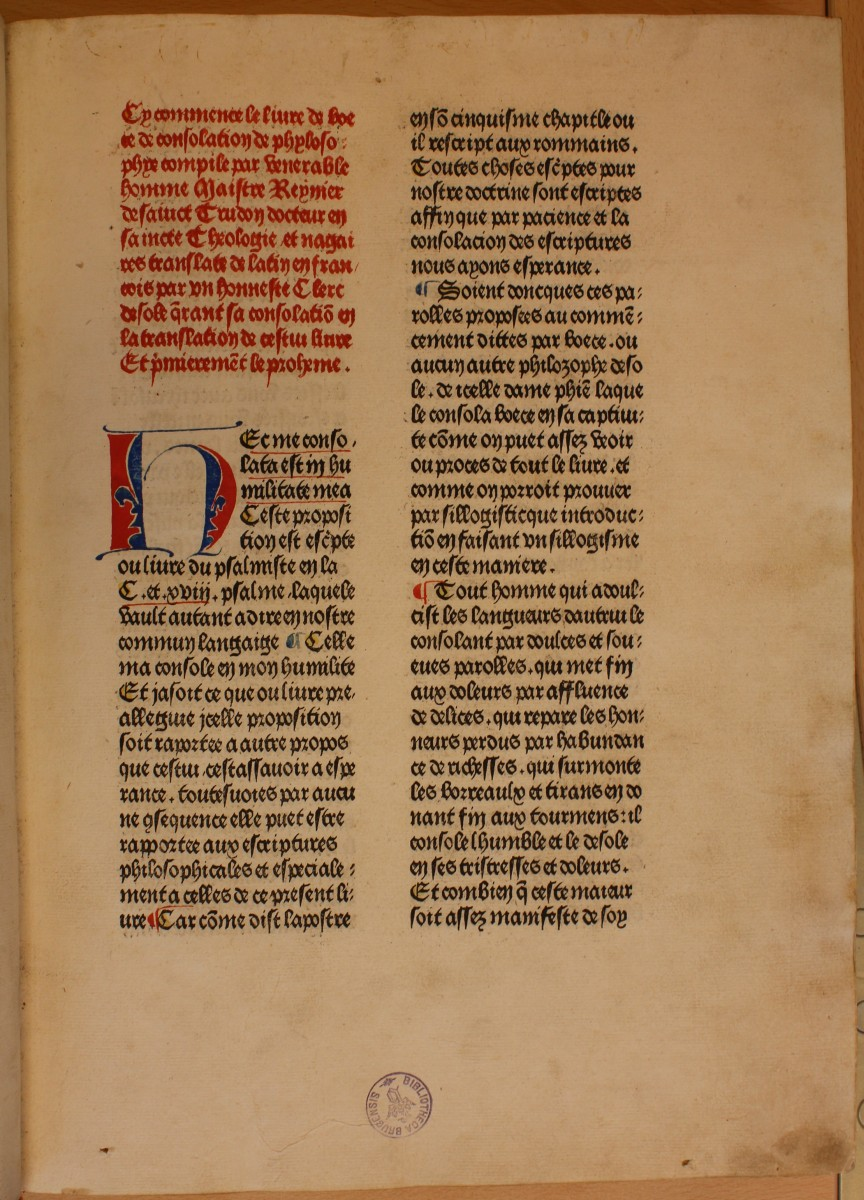
Fragment uit de Franse vertaling van De consolatione philosophiae, gedrukt in 1477 door Colard Mansion, te Brugge. Bewaard in de Openbare Bibliotheek Brugge.

Vanaf het Karolingische tijdperk tot het einde van de Middeleeuwen en daarna, was de Vertroosting in Europa het meest gekopieerde wereldlijke literaire werk. Het was een van de meest populaire en invloedrijke filosofische werken, dat niet alleen door filosofen en theologen, maar ook door staatslieden, dichters en historici gelezen werd. Het is via Boëthius dat veel van de gedachtewereld van de klassieke periode ter beschikking stond aan de Westerse middeleeuwse wereld. Het wordt vaak gezegd dat Boëthius de "laatste van de Romeinen en de eerste van de scholastici" was.
De filosofische boodschap van het boek past goed bij de religieuze vroomheid van de Middeleeuwen. Lezers werden aangemoedigd geen  wereldse goederen zoals geld en macht na te streven, maar op zoek te gaan naar geïnternaliseerde deugden. Het kwaad had een doel, namelijk een les geven om verandering ten goede te illustreren; terwijl lijden aan het kwaad als deugdzaam werd gezien. Omdat God het heelal door liefde regeerde, zou gebed tot God en het in de praktijk brengen van de Liefde tot het ware geluk leiden. De Middeleeuwen, met hun levendige zin van het allesbepalende lot, vond in Boëthius een interpretatie van het leven, die nauw verwant was aan de geest van het christendom. Over de vertroosting der wijsbegeerte staat, door zijn notie van het fatalisme en haar verwantschap met de christelijke leer van de nederigheid, halverwege tussen de heidense filosofie van Seneca en de latere christelijke filosofie van troost vertegenwoordigd door Thomas van Aquino.

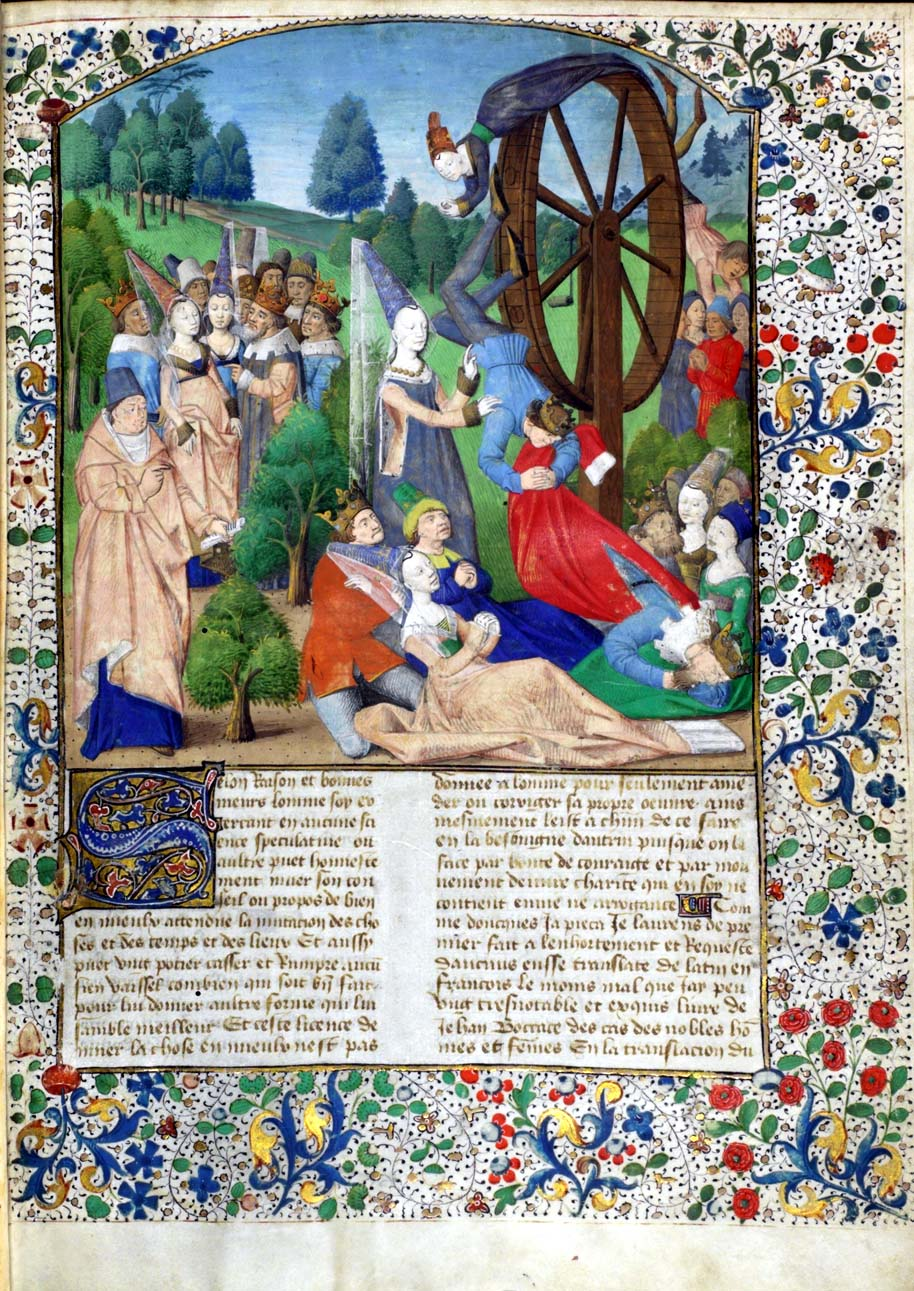
Vrouwe Fortuna met haar Rad van Fortuin in een middeleeuws manuscript van een werk door Boccaccio; Over de vertroosting der wijsbegeerte was verantwoordelijk voor de populariteit van de godin van het Lot en het rad van fortuin in de Middeleeuwen

Het boek is, net zoals Boethius zelf, sterk beïnvloed door Plato en zijn dialogen. De populariteit van het werk kan gedeeltelijk worden verklaard door haar Neoplatonische en christelijke ethische boodschap, hoewel het huidige wetenschappelijk onderzoek nog niet precies duidelijk heeft gemaakt, waarom en hoe het werk in de Middeleeuwen zo enorm populair geworden is. In de recente moderne tijd heeft het boek niet veel aandacht gekregen, waarschijnlijk gedeeltelijk vanwege haar vreemde naar binnen gerichte deugden en haar afwijzing van de moderne nadruk op materiële productiviteit. Zoals Sanderson Beck zegt over de Middeleeuwen: 
"Wie kan zeggen dat deze naar binnen gekeerde periode van de mensheid niet de weg bereiden voor de productiviteit van de Renaissance, zoals een persoon zijn bewustzijn door  contemplatie en gebed tot rust laat komen vooraleer een groot werk in de kunst, literatuur of de wetenschap te creëren? De Middeleeuwen waren politiek en economisch gezien moeilijke tijden, maar wie kan inschatten hoeveel geluk de middeleeuwers innerlijk ontleenden aan de vertroosting der wijsbegeert"?".
Een aantal beroemde notabelen vertaalden "Over de vertroosting" in de volkstaal. Hieronder waren Alfred de Grote (Oudengels), Jean de Meun (Oudfrans), Geoffrey Chaucer (Middelengels), Koningin Elizabeth I (Vroegmodern Engels) en Notker Labeo (Oudhoogduits). Er zijn twee Middelnederlandse vertalingen van Boethius' werk bekend. Eén is overgeleverd in een Gentse druk uit 1485 en de andere, misschien oudste Middelnederlandse vertaling, is alleen bekend uit Hs. 1335 uit de Universiteitsbibliotheek Utrecht. De vertaler, Brugse goudsmid Jacob Vilt, baseerde zich voor zijn West-Vlaamse vertaling op een Franse vertaling.   Het handschrift in de bibliotheek van Utrecht is een afschrift uit 1470 door A. Drubbel.
Citaten uit het werk komen vaak voor in Dantes Divina Commedia. Over Boëthius merkte Dante op "De gezegende ziel die bloot de bedrieglijke wereld aan iedereen die luistert naar hem."
Boëthius zijn invloed vindt men overal in de poëzie van Geoffrey Chaucer, bijvoorbeeld in Troilus and Criseyde , The Knight's Tale, The Clerk's Tale, The Franklin's Tale , The Parson's Tale en The Tale of Melibee, in het karakter van Lady Nature in The Parlement van Fowls en enkele van zijn kortere gedichten, zoals Truth, The Former Age en Lak of Stedfastnesse. Chaucer vertaalde "Over de vertroosting der wijsbegeerte" in zijn Boece.
Veel 19e-eeuwse dichters refereren aan Boëthius.
Tom Shippey laat in zijn De weg naar Midden-aarde zien hoe "Boëthisch" veel van de behandeling van het kwaad in Tolkiens In de Ban van de Ring is. Shippey zegt dat Tolkien de 9e-eeuwse vertaling van Boëthius door koning Alfred de Grote goed kende en hij citeert enkele "Boethische" opmerkingen van Frodo, Boombaard en Elrond.
Naar het werk en haar auteur wordt verwezen in een film uit 2002 24 Hour Party People . Een dakloze bedelaar geeft het volgende citaat uit Boëthius zijn "Over de vertroosting der wijsbegeerte" aan muziekpromotor/producer Tony Wilson: "Het is mijn overtuiging dat geschiedenis een wiel is. 'Inconsistentie is mijn essentie,' zegt het rad. "Probeer langs mijn spaken omhoog te klimmen, als jij dit wilt, maar jij moet niet klagen als je terug wordt geworpen in de diepte. Goede tijden gaan voorbij, maar dat doen slechte tijden ook. Veranderlijkheid is onze tragedie, maar het is ook onze hoop. Zowel de slechtste - als de beste tijden gaan altijd voorbij. "(Wilson antwoordt: "Ik weet het.") Hij citeert deze zin later als hij gastheer is van een aflevering van de spelshow Rad van Fortuin.
Het werk is een prosimetrische tekst, wat betekent dat het geschreven is in afwisselende secties van proza en metrum. In de loop van de tekst laat Boëthius een virtuoze beheersing van de diverse vormen van Latijnse poëzie zien. Het werk wordt geclassificeerd als een Menippeïsche satire, een mengvorm van het allegorische verhaal, platonische dialogen en lyrische poëzie.
In de 20e eeuw waren er nog ongeveer vierhonderd overlevende manuscripten bekend, een bewijs van de vroegere populariteit van "Over de vertroosting der wijsbegeerte".

## Nederlandse vertalingen
- De vertroosting van de filosofie, vertaald door R. F. M Brouwer, 1990, ISBN 9026309775
- Troost in filosofie, vertaald, ingeleid en van aantekeningen voorzien door Piet Gerbrandy, 2019, ISBN 9789463401661

## Voetnoten
1. ↑  The Consolation of Philosophy (Oxford World's Classics), introductie (2000).
2. 1 2  Dante zag in Boëthius als de “laatste van de Romeinen en de eerste van de scholastici onder de doctoren in zijn paradijs (zie De goddelijke komedie).
3. ↑  Catholic Encyclopedia. Het citaat wordt vaak gezien bij een aantal bronnen, maar zonder toeschrijving; de katholieke encyclopedie artikel is hier het oudste "bekende" citaat.
4. ↑  Over de troost der wijsbegeerte (Penguin Classics), Inleiding, xxxi, 2000. ISBN 0140447806
5. ↑  Henry Chadwick, Boethius: The Consolations of Music, Logic, Theology and Philosophy (Boëthius: de troosten van de muziek, de logica, de theologie en de wijsbegeerte), 1990, ISBN 0-19-826549-2
6. 1 2 3  Sanderson Beck (1996).
7. ↑  The Cambridge History of Engels en Amerikaanse letterkunde, Deel I Hoofdstuk 6.5: De Consolatione Philosophiae, 1907-1921.
8. ↑  Boethius, De consolatione philosophiae, (1485), Latijnse tekst met vertaling en commentaar in het Nederlands, gedrukt door Arend de Keysere, Universiteitsbibliotheek Utrecht X fol 4 (Rariora).
9. ↑  Digitale facsimile van hs. 1335 bij de Universiteitsbibliotheek Utrecht.
10. ↑  Paul Wackers, 'Troost van een goudsmid (over Hs. 1335)' in: Bijzonder onderzoek : Een ontdekkingsreis door de Bijzondere Collecties van de Universiteitsbibliotheek Utrecht (2009), pp. 124 en 126.
11. ↑  K. van der Horst, Handschriften en Oude Drukken van de Utrechtse Universiteitsbibliotheek, 1984, ISBN 90-6194-384-1, p. 238.
12. ↑  Dante The Divine Comedy. "Gezegend zielen" bewonen Dantes Paradijs, en verschijnen als vlammen. (zie toelichting hierboven).
13. ↑  Tom Shippey, De weg naar Midden-aarde, pag. 140, ISBN 0-395-33973-1, (1983).